# Acharonim
Acharonim (Hebrew: [ʔaħaʁoˈnim]; em hebraico:  אחרונים Aḥaronim; singular אחרון, Aḥaron; lit. "os últimos") é um termo usado na Lei Judaica e na história para denominar os principais rabinos e poskim (os decisores legais judeus) que viveram aproximadamente do século XVI à atualidade, mais especificamente desde a composição do Shulchan Aruch (hebraico: שׁוּלחָן עָרוּך, "Set Table", um código da Lei Judaica) em 1563.
Os Acharonim seguem os Rishonim, os "primeiros"— os eruditos rabínicos entre os séculos XI e XVI que seguem os   Geonim e precedem o Shulchan Aruch. A publicação do Shulchan Aruch marca assim a transição da era dos Rishonim para a dos Acharonim.
|  |

## Consequências para a mudança na Lei Judaica
A distinção entre Acharonim, Rishonim e Geonim é significativa historicamente. De acordo com a visão amplamente defendida no judaísmo ortodoxo, os Acharonim geralmente não podem discutir as decisões de rabinos de eras anteriores a não ser que encontrem apoio em análises de outros rabinos dessas eras anteriores, muito embora haja visões contrárias.